# Staatliches Kolleg Klaipėda
Das Staatliche Kolleg Klaipėda (lit. Klaipėdos valstybinė kolegija) ist eine staatliche Hochschule in Klaipėda, der drittgrößten Stadt Litauens.

## Geschichte
Im Oktober 1945 wurde die Medizinschule Klaipėda (Klaipėdos medicinos mokykla) für die Ausbildung der Krankenschwestern errichtet. 
2002 wurde das Kolleg für Wirtschaft und Technologien gegründet nach dem Zusammenschluss von drei Schulen wie:
- Höhere Technikschule Klaipėda, Klaipėdos aukštesnioji technikos mokykla (1959–1965 Schiffbautechnikum Klaipėda, 1965–1991 Politechnikum Klaipėda)
- Höhere Landwirtschaftsschule Klaipėda, Klaipėdos aukštesnioji žemės ūkio mokykla (1946–1963 Technikum Laukai)
- Höhere Landwirtschaftsschule Kretinga, Kretingos aukštesnioji žemės ūkio mokykla (1915–1930 Hausarbeits- und Mädchenschule für Haushalt)

2013 gab es 670 Mitarbeiter.

## Struktur
- Technologiefakultät, Bijūnų g. 10
- Fakultät für Sozialwissenschaften, Jaunystės g. 1
- Fakultät für Gesundheitswissenschaften, K.Donelaičio g. 8

## Leitung
- Direktor: Valerijus Kuznecovas
- Stellv. Direktor: Šarūnas Berlinskas

## Absolventen
- Natalija Istomina (* 1973), Politikerin, Vizeministerin der Bildung
- Vytautas Lalas (* 1982), Kraftsportler und Strongman
- Antanas Sviderskis (* 1946), Manager, sowjetlitauischer Politiker, Vizeminister der Landwirtschaft